# Coppa Sudamericana 2020
La Coppa Sudamericana 2020 è stata la 19ª edizione della Coppa Sudamericana.
Il vincitore ha avuto il diritto di disputare la Recopa Sudamericana 2021. Inoltre la squadra vincente del torneo si è aggiudicata il diritto di partecipare alla Coppa Libertadores 2021.
Il sorteggio ha avuto luogo in Paraguay il 17 dicembre 2019. La finale si è giocata allo stadio Mario Alberto Kempes, a Córdoba, e ha visto la vittoria del Defensa y Justicia.

## Squadre
Al torneo partecipano 54 squadre di 10 federazioni (i 10 membri della CONMEBOL), i cui criteri di qualificazione sono determinati dalle singole federazioni nazionali.
| Nazione               | Squadra                      | Qualificazione                                                                                          |
| --------------------- | ---------------------------- | --- |
| Argentina (6 squadre) | Argentinos Juniors (ARG 1)   | Migliore squadra della Copa de la Superliga 2019 non qualificata per la Coppa Libertadores              |
| Argentina (6 squadre) | Vélez Sarsfield (ARG 2)      | 6ª classificata della Primera División 2018-2019                                                        |
| Argentina (6 squadre) | Independiente (ARG 3)        | 7ª classificata della Primera División 2018-2019                                                        |
| Argentina (6 squadre) | Unión (SF) (ARG 4)           | 8ª classificata della Primera División 2018-2019                                                        |
| Argentina (6 squadre) | Huracán (ARG 5)              | 10ª classificata della Primera División 2018-2019                                                       |
| Argentina (6 squadre) | Lanús (ARG 6)                | 11ª classificata della Primera División 2018-2019                                                       |
| Bolivia (4 squadre)   | Nacional Potosí (BOL 1)      | 5ª squadra non qualificata nella classifica unita della Liga de Fútbol Profesional Boliviano 2019       |
| Bolivia (4 squadre)   | Blooming (BOL 2)             | 6ª squadra non qualificata nella classifica unita della Liga de Fútbol Profesional Boliviano 2019       |
| Bolivia (4 squadre)   | Always Ready (BOL 3)         | 7ª squadra non qualificata nella classifica unita della Liga de Fútbol Profesional Boliviano 2019       |
| Bolivia (4 squadre)   | Oriente Petrolero (BOL 4)    | 8ª squadra non qualificata nella classifica unita della Liga de Fútbol Profesional Boliviano 2019       |
| Brasile (6 squadre)   | Fortaleza (BRA 1)            | 9ª classificata nel Campeonato Brasileiro Série A 2019                                                  |
| Brasile (6 squadre)   | Goiás (BRA 2)                | 10ª classificata nel Campeonato Brasileiro Série A 2019                                                 |
| Brasile (6 squadre)   | Bahia (BRA 3)                | 11ª classificata nel Campeonato Brasileiro Série A 2019                                                 |
| Brasile (6 squadre)   | Vasco da Gama (BRA 4)        | 12ª classificata nel Campeonato Brasileiro Série A 2019                                                 |
| Brasile (6 squadre)   | Atlético Mineiro (BRA 5)     | 13ª classificata nel Campeonato Brasileiro Série A 2019                                                 |
| Brasile (6 squadre)   | Fluminense (BRA 6)           | 14ª classificata nel Campeonato Brasileiro Série A 2019                                                 |
| Cile (4 squadre)      | Unión La Calera (CIL 1)      | 4ª classificata nella Primera División 2019                                                             |
| Cile (4 squadre)      | Coquimbo Unido (CIL 2)       | 5ª classificata nella Primera División 2019                                                             |
| Cile (4 squadre)      | Huachipato (CIL 3)           | 6ª classificata nella Primera División 2019                                                             |
| Cile (4 squadre)      | Audax Italiano (CIL 4)       | 7ª classificata nella Primera División 2019                                                             |
| Colombia (4 squadre)  | Deportivo Cali (COL 1)       | 5ª squadra non qualificata nella classifica unita della Categoría Primera A 2019                        |
| Colombia (4 squadre)  | Atlético Nacional (COL 2)    | 6ª squadra non qualificata nella classifica unita della Categoría Primera A 2019                        |
| Colombia (4 squadre)  | Millonarios (COL 3)          | 7ª squadra non qualificata nella classifica unita della Categoría Primera A 2019                        |
| Colombia (4 squadre)  | Deportivo Pasto (COL 4)      | 8ª squadra non qualificata nella classifica unita della Categoría Primera A 2019                        |
| Ecuador (4 squadre)   | Universidad Católica (ECU 1) | Miglior squadra non qualificata per la Coppa Libertadores della Primera Categoría Serie A 2019          |
| Ecuador (4 squadre)   | Aucas (ECU 2)                | 2ª miglior squadra non qualificata per la Coppa Libertadores della Primera Categoría Serie A 2019       |
| Ecuador (4 squadre)   | Emelec (ECU 3)               | 3ª miglior squadra non qualificata per la Coppa Libertadores della Primera Categoría Serie A 2019       |
| Ecuador (4 squadre)   | El Nacional (ECU 4)          | 4ª miglior squadra non qualificata per la Coppa Libertadores della Primera Categoría Serie A 2019       |
| Paraguay (4 squadre)  | Sol de América (PAR 1)       | 5ª classificata nella classifica unita della División Profesional 2019                                  |
| Paraguay (4 squadre)  | Nacional (PAR 2)             | 6ª classificata nella classifica unita della División Profesional 2019                                  |
| Paraguay (4 squadre)  | River Plate (PAR 3)          | 7ª classificata nella classifica unita della División Profesional 2019                                  |
| Paraguay (4 squadre)  | Sp. Luqueño (PAR 4)          | 7ª classificata nella classifica unita della División Profesional 2019                                  |
| Perù (4 squadre)      | Sport Huancayo (PER 1)       | 5ª classificata nella Liga 1 2019                                                                       |
| Perù (4 squadre)      | Melgar (PER 2)               | 6ª classificata nella Liga 1 2019                                                                       |
| Perù (4 squadre)      | Cusco (PER 3)                | 7ª classificata nella Liga 1 2019                                                                       |
| Perù (4 squadre)      | Atlético Grau (PER 4)        | Vincitore della Copa Bicentenario 2019                                                                  |
| Uruguay (4 squadre)   | Liverpool (M) (URU 1)        | Vincitore del Torneo Intermedio 2019                                                                    |
| Uruguay (4 squadre)   | Plaza Colonia (URU 2)        | 6ª classificata nella classifica unita Primera División 2019                                            |
| Uruguay (4 squadre)   | River Plate (M) (URU 3)      | 7ª classificata nella classifica unita Primera División 2019                                            |
| Uruguay (4 squadre)   | Fénix (URU 4)                | 8ª classificata nella classifica unita Primera División 2019                                            |
| Venezuela (4 squadre) | Zamora FC (VEN 1)            | Vincitori della Copa Venezuela 2019                                                                     |
| Venezuela (4 squadre) | Mineros (VEN 2)              | Semifinalista del Torneo Apertura 2019                                                                  |
| Venezuela (4 squadre) | Llaneros (VEN 3)             | Migliore squadra nel Torneo Clausura non qualificata alla Coppa Libertadores                            |
| Venezuela (4 squadre) | Aragua (VEN 4)               | Migliore squadra classificata nella classifica unita della Primera División 2019 non ancora qualificata |

| Fase                         | Squadra              | Qualificazione                                                           |
| ---------------------------- | -------------------- | ------------------------------------------------------------------------ |
| Fase a gironi (8 squadre)    | Atlético Junior      | 3ª posizione nel Girone 1 della Coppa Libertadores 2020                  |
| Fase a gironi (8 squadre)    | Bolívar              | 3ª posizione nel Girone 2 della Coppa Libertadores 2020                  |
| Fase a gironi (8 squadre)    | Peñarol              | 3ª posizione nel Girone 3 della Coppa Libertadores 2020                  |
| Fase a gironi (8 squadre)    | San Paolo            | 3ª posizione nel Girone 4 della Coppa Libertadores 2020                  |
| Fase a gironi (8 squadre)    | Universidad Católica | 3ª posizione nel Girone 5 della Coppa Libertadores 2020                  |
| Fase a gironi (8 squadre)    | Est. Mérida          | 3ª posizione nel Girone 6 della Coppa Libertadores 2020                  |
| Fase a gironi (8 squadre)    | Defensa y Justicia   | 3ª posizione nel Girone 7 della Coppa Libertadores 2020                  |
| Fase a gironi (8 squadre)    | Caracas              | 3ª posizione nel Girone 8 della Coppa Libertadores 2020                  |
| Fase preliminare (2 squadre) | Atl. Tucumán         | 1º posto tra le sconfitte nella terza fase della Coppa Libertadores 2020 |
| Fase preliminare (2 squadre) | Deportes Tolima      | 2º posto tra le sconfitte nella terza fase della Coppa Libertadores 2020 |

## Prima fase
Alla prima fase partecipano 44 squadre, le quali si sfidano a coppie in due partite di andata e ritorno. Le 22 squadre vincenti accedono alla seconda fase.
| Squadra 1          | Totale          | Squadra 2            | Andata | Ritorno |
| ------------------ | --------------- | -------------------- | ------ | ------- |
| Coquimbo Unido     | 3 - 1           | Aragua               | 3 - 0  | 0 - 1   |
| Vasco da Gama      | 1 - 0           | Oriente Petrolero    | 1 - 0  | 0 - 0   |
| Blooming           | 0 - 3           | Emelec               | 0 - 1  | 0 - 2   |
| Zamora FC          | 1 - 3           | Plaza Colonia        | 1 - 0  | 0 - 3   |
| Nacional Potosí    | 2 - 2 (3-4 dtr) | Melgar               | 0 - 2  | 2 - 0   |
| Atlético Grau      | 1 - 3           | River Plate (M)      | 1 - 2  | 0 - 1   |
| Unión (SF)         | 3 - 2           | Atlético Mineiro     | 3 - 0  | 0 - 2   |
| Bahia              | 6 - 1           | Nacional             | 3 - 0  | 3 - 1   |
| Fénix              | 3 - 2           | El Nacional          | 1 - 0  | 2 - 2   |
| Atlético Nacional  | 4 - 1           | Huracán              | 3 - 0  | 1 - 1   |
| Sol de América     | 2 - 0           | Goiás                | 1 - 0  | 1 - 0   |
| Mineros            | 4 - 5           | Sp. Luqueño          | 2 - 3  | 2 - 2   |
| Vélez Sarsfield    | 2 - 2 (gfc)     | Aucas                | 1 - 0  | 1 - 2   |
| Millonarios        | 2 - 1           | Always Ready         | 2 - 0  | 0 - 1   |
| Lanús              | 3 - 2           | Universidad Católica | 3 - 0  | 0 - 2   |
| Deportivo Cali     | 5 - 2           | River Plate          | 2 - 1  | 3 - 1   |
| Argentinos Juniors | 1 - 1 (gfc)     | Sport Huancayo       | 1 - 1  | 0 - 0   |
| Fluminense         | 1 - 1 (gfc)     | Unión La Calera      | 1 - 1  | 0 - 0   |
| Huachipato         | 2 - 0           | Deportivo Pasto      | 1 - 0  | 1 - 0   |
| Cusco              | 2 - 3           | Audax Italiano       | 2 - 0  | 0 - 3   |
| Independiente      | 2 - 2 (gfc)     | Fortaleza            | 1 - 0  | 1 - 2   |
| Llaneros           | 0 - 7           | Liverpool (M)        | 0 - 2  | 0 - 5   |

## Seconda fase
Alla seconda fase partecipano le 22 squadre qualificatesi dalla prima fase, a cui si aggregano le 10 squadre provenienti dalla Coppa Libertadores 2020. Come nella prima fase, anche in questa seconda fase le 32 squadre si sfidano in due partite di andata e ritorno. Le 16 squadre vincenti si qualificano agli ottavi di finale del torneo.
| Squadra 1         | Totale          | Squadra 2            | Andata | Ritorno |
| ----------------- | --------------- | -------------------- | ------ | ------- |
| Independiente     | 2 - 1           | Atl. Tucumán         | 1 - 0  | 1 - 1   |
| Unión (SF)        | 2 - 2 (gfc)     | Emelec               | 0 - 1  | 2 - 1   |
| Unión La Calera   | 1 - 1 (gfc)     | Deportes Tolima      | 0 - 0  | 1 - 1   |
| Sol de América    | 1 - 2           | Universidad Católica | 0 - 0  | 1 - 2   |
| Millonarios       | 3 - 3 (4-5 dtr) | Deportivo Cali       | 1 - 2  | 2 - 1   |
| Sport Huancayo    | 3 - 2           | Liverpool (M)        | 1 - 1  | 2 - 1   |
| Vasco da Gama     | 1 - 0           | Caracas              | 1 - 0  | 0 - 0   |
| Lanús             | 6 - 6 (gfc)     | San Paolo            | 3 - 2  | 3 - 4   |
| Audax Italiano    | 2 - 4           | Bolívar              | 2 - 1  | 0 - 3   |
| Sp. Luqueño       | 2 - 3           | Defensa y Justicia   | 1 - 2  | 1 - 1   |
| Coquimbo Unido    | 5 - 0           | Est. Mérida          | 3 - 0  | 2 - 0   |
| Vélez Sarsfield   | 1 - 1 (gfc)     | Peñarol              | 0 - 0  | 1 - 1   |
| Atlético Nacional | 2 - 4           | River Plate (M)      | 1 - 1  | 1 - 3   |
| Plaza Colonia     | 0 - 1           | Atlético Junior      | 0 - 1  | 0 - 0   |
| Melgar            | 1 - 4           | Bahia                | 1 - 0  | 0 - 4   |
| Fénix             | 4 - 2           | Huachipato           | 3 - 1  | 1 - 1   |

## Fase a eliminazione diretta

### Ottavi di finale
| Squadra 1          | Totale          | Squadra 2            | Andata | Ritorno |
| ------------------ | --------------- | -------------------- | ------ | ------- |
| Fénix              | 1 - 5           | Independiente        | 1 - 4  | 0 - 1   |
| Bahia              | 1 - 0           | Unión (SF)           | 1 - 0  | 0 - 0   |
| Atlético Junior    | 3 - 3 (4-2 dtr) | Unión La Calera      | 2 - 1  | 1 - 2   |
| River Plate (M)    | 2 - 2 (gfc)     | Universidad Católica | 1 - 2  | 1 - 0   |
| Vélez Sarsfield    | 7 - 1           | Deportivo Cali       | 2 - 0  | 5 - 1   |
| Coquimbo Unido     | 2 - 0           | Sport Huancayo       | 0 - 0  | 2 - 0   |
| Defensa y Justicia | 2 - 1           | Vasco da Gama        | 1 - 1  | 1 - 0   |
| Bolívar            | 4 - 7           | Lanús                | 2 - 1  | 2 - 6   |

### Quarti di finale
| Squadra 1       | Totale      | Squadra 2            | Andata | Ritorno |
| --------------- | ----------- | -------------------- | ------ | ------- |
| Lanús           | 3 - 1       | Independiente        | 0 - 0  | 3 - 1   |
| Bahia           | 2 - 4       | Defensa y Justicia   | 2 - 3  | 0 - 1   |
| Atlético Junior | 2 - 2 (gfc) | Coquimbo Unido       | 1 - 2  | 1 - 0   |
| Vélez Sarsfield | 4 - 3       | Universidad Católica | 1 - 2  | 3 - 1   |

### Semifinali
| Squadra 1       | Totale | Squadra 2          | Andata | Ritorno |
| --------------- | ------ | ------------------ | ------ | ------- |
| Vélez Sarsfield | 0 - 4  | Lanús              | 0 - 1  | 0 - 3   |
| Coquimbo Unido  | 2 - 4  | Defensa y Justicia | 0 - 0  | 2 - 4   |

### Finale
| Arbitro: | Jesús Valenzuela |

|  |           |                                    |
|  | Marcatori | 34’ Frías 62’ Romero 90+2’ Camacho |